# Tobias Zellner
Tobias Zellner (* 11. September 1977 in Deggendorf) ist ein ehemaliger deutscher Fußballspieler und derzeitiger -trainer.

## Karriere
Zellner begann seine Karriere beim 1. FC Miltach, zu dem er von seinem Stammverein SV Bischofsmais gewechselt war. 1998 wurde er vom Bundesligisten 1. FC Nürnberg unter Vertrag genommen, für den er auch ein Bundesligaspiel absolvierte. Nach Probetrainings im Sommer 2000 bei den englischen Klubs Preston North End und Carlisle United kam er im Oktober 2000 zum Oberpfälzer Verein SSV Jahn Regensburg, für den er von bis 2004 auch mit einem Einsatz in der 2. Liga gespielt hat. Nach jeweils einer Saison beim 1. SC Feucht und dem FV Engers kam Zellner in die damalige Regionalligamannschaft des FK Pirmasens, bei dem sein größter Erfolg wohl der Sieg im Pokalspiel gegen den amtierenden Pokalsieger Werder Bremen war. Während der FK Pirmasens am Ende der Saison jedoch absteigen musste, blieb Zellner in der Regionalliga, indem er wieder an die Donau zum SSV Jahn Regensburg zurückwechselte.
Dem Publikumsliebling wurde zum Ende der Saison 2010/11 der auslaufende Vertrag wegen der Verjüngung des Kaders nicht verlängert. Zellner wechselte daraufhin nach der Mitgliederversammlung in den Vorstand des SSV Jahn. Nach nur einem Jahr im Jahn-Vorstand wechselte er zum FC Augsburg in die Bundesliga, um Trainerassistent von Markus Weinzierl zu werden. Er blieb vier Jahre Co-Trainer bei den Fuggerstädtern und wechselte 2016 zusammen mit Weinzierl in dessen Trainerteam zum FC Schalke 04. Ab September 2017 ist Zellner wieder Co-Trainer beim FC Augsburg. Er blieb dies bis zum Juni 2022. Dann endete sein Vertrag zusammen mit der Beendigung des Arbeitsverhältnisses mit Markus Weinzierl. Im Oktober 2022 folgte Zellner Weinzierl dann zum 1. FC Nürnberg, wo er gemeinsam mit ihm im Februar 2023 wieder freigestellt wurde.